# Glaphyria oriola
Glaphyria oriola is een vlinder uit de familie van de grasmotten (Crambidae). De wetenschappelijke naam van de soort is voor het eerst gepubliceerd in 1914 door Harrison Gray Dyar.
De soort komt voor in Panama.